# Робурент
Робурент (итал. Roburent) је насеље у Италији у округу Кунео, региону Пијемонт.
Према процени из 2011. у насељу је живело 183 становника. Насеље се налази на надморској висини од 810 м.

## Становништво
Према резултатима пописа становништва 2011. у општини је живело 513 становника.
| 1931. | 1936. | 1951. | 1961. | 1971. | 1981. | 1991. | 2001. | 2011. |
| ----- | ----- | ----- | ----- | ----- | ----- | ----- | ----- | ----- |
| 1.556 | 1.444 | 1.263 | 992   | 782   | 702   | 623   | 565   | 513   |